# Счастливого дня смерти
«Счастливого дня смерти» (англ. Happy Death Day) — американский чёрно-комедийный слэшер режиссёра Кристофера Лэндона по сценарию Скотта Лобделла. В главных ролях снимались Джессика Рот и Израэль Бруссар. Продюсером выступил Джейсон Блум через свою компанию Blumhouse Productions. Фильм рассказывает о студентке колледжа Триш Гелбман, которую убивают в ночь на её день рождения, но она начинает повторно переживать этот день, после чего намеревается найти убийцу и предотвратить свою смерть.
Премьера состоялась 7 декабря 2017 года в России и 13 декабря в США, дистрибьютор — кинокомпания Universal Pictures. Фильм получил смешанные отзывы от критиков и заработал 125 миллионов долларов по всему миру при бюджете 4,8 миллионов, а также стал родоначальником одноимённой франшизы. Продолжение, «Счастливого нового дня смерти», вышло 13 февраля 2019 года.

## Сюжет
Триш — молодая прожигательница жизни, несколько лет назад потерявшая мать и испортившая отношения с отцом. Она учится, живёт в общежитии, у неё нет ни настоящих подруг, ни постоянного парня. Утром в свой день рождения 18 сентября она просыпается в комнате у едва знакомого сокурсника, представившегося Картером, и уходит, не обращая внимания на телефон, по которому отец пытается ей дозвониться. Единственная, кто поздравляет Триш — её соседка по общежитию Лори; Триш выкидывает испечённый ею кекс и отправляется на встречу с любовником — женатым врачом и преподавателем Грегори Батлером. Вечером по пути на вечеринку в честь дня рождения героини на Триш нападает некто в маске младенца и бьёт её ножом.
Триш просыпается в постели, чувствуя боль от несуществующей раны, и обнаруживает, что на часах снова 9:01 18 сентября, и телефон звонит, и она снова в комнате Картера. Триш выходит из общежития и убеждается, что все события «предыдущего» утра повторяются. На вечеринку она идёт другим путём, добирается благополучно, но там её опять убивает незнакомец в маске. Проснувшись снова в то же утро в том же месте, она пытается рассказать о происходящем Лори, но та явно не верит и лишь советует отдохнуть; Триш решает никуда не ходить и забаррикадироваться в своей комнате, но убийца всё равно её находит.
Девушка убеждается, что оказалась во временной петле, которая замыкается в момент её смерти. После очередного пробуждения она рассказывает свою историю Картеру; тот советует воспользоваться знанием последовательности событий, чтобы вычислить убийцу, предотвратить свою смерть и тем самым разорвать круговорот. За несколько циклов она проверяет всех, кто, по её мнению, мог желать ей гибели, и убеждается, что никто из них не убийца. За это время она многое узнаёт об окружающих и понимает, каким ужасным человеком была сама; она меняет отношение к себе, к жизни и влюбляется в Картера.
После очередной смерти, на этот раз от удара бейсбольной битой, Триш, проснувшись наутро, теряет сознание и попадает в больницу. Там Батлер рассказывает, что у неё обнаружены следы многочисленных смертельных ранений. Очевидно, повторяющиеся смерти не проходят бесследно, и запас жизней не бесконечен; необходимо решать проблему, пока не стало поздно. Прямо в больнице на Триш снова нападает маньяк, но ей удаётся сбежать на машине убитого врача-любовника. После он настигает её, сбивает насмерть офицера полиции и взрывает полицейскую машину вместе с девушкой.
Из теленовостей Триш узнаёт, что маньяк Томбс, обвиняемый в убийстве нескольких женщин, содержится под охраной в больнице при кампусе. Она вспоминает, что видела его неподалёку каждый раз. Всё говорит о том, что именно Томбс преследует девушку. Триш бросается в больницу, чтобы помешать Томбсу, но опаздывает: он уже освободился и убил охранника. Маньяк наконец-то снимает маску и показывает девушке лицо, улыбаясь. В драку вмешивается Картер, спасая Триш, и Томбс сворачивает ему шею. Девушка, которой остаётся добить врага, осознаёт, что если она сейчас разорвёт петлю, то Картер останется мёртвым, и совершает самоубийство. В следующий раз она пытается исправить всё, что произошло за этот день, что зависит от неё: подбадривает Тима, извиняется перед отцом и перед Лори, рвёт отношения с Батлером, целует Картера, спасает охранника в больнице, встречает Томбса лицом к лицу и убивает его. Вечером она вместе с Картером символически отмечает день рождения, съедая испечённый Лори кекс.
К ужасу Триш на следующее утро всё снова повторяется. Когда Лори в очередной раз вручает ей кекс, Триш вдруг вспоминает, что на предыдущем цикле сделала то, чего никогда не делала до этого: съела угощение. Она догадывается, что кекс был отравлен и именно Лори является настоящей убийцей: когда план с отравлением не удался, она освободила Томбса, чтобы, имитируя его почерк, убить соседку. Триш обвиняет Лори, та после угрозы отдать кекс на экспертизу в полицию признаётся, что влюблена в Батлера и хотела устранить конкурентку, после чего, уже не скрывая, нападает на девушку. Триш удаётся отбиться, насильно скормив Лори её же отравленный кекс и вытолкнув соседку из окна.
Героиня с Картером, сидя в кафе, обсуждают произошедшее; оказывается, что Триш никогда не смотрела «День сурка». На следующее утро Триш вновь просыпается в постели у Картера, как будто петля началась заново, но это оказывается подстроенной шуткой Картера: цикл наконец разорван, наступил настоящий следующий день, герои целуются.

## В ролях
- Джессика Рот — Тереза «Триш» Гелбман
- Израэль Бруссар — Картер Дэвис
- Рэйчел Мэтьюз — Даниэль
- Руби Модин — Лори Спенглер
- Фи Ву — Райан
- Чарльз Эйткен — Грегори Батлер
- Лаура Клифтон — Стефани Батлер
- Джейсон Бэйл — Дэвид Гиблман
- Мисси Ягер — Джули Гиблман
- Роб Мелло — Джозеф Томбс
- Калеб Спиллардс — Тим Бауэр
- Блейн Керн — Ник Симс

## Производство
Фильм был впервые анонсирован в июле 2007 года, а Меган Фокс была прикреплена к проекту в качестве исполнительницы главной роли.
11 октября 2016 года компания Blumhouse Productions объявила, что главную роль в фильме сыграет Джессика Рот. Кристофер Бо Лэндон будет сценаристом и режиссёром, а Джейсон Блум выступит в качестве продюсера от Blumhouse Productions. 8 ноября 2016 года появилась информация, что Израэль Бруссар, Руби Модин, Чарльз Эйткен и Рэйчел Мэтьюз присоединились к актёрскому составу.
Фильм был снят за пять недель на территории Университета Лойолы в Новом Орлеане. Сцены повторяющегося пробуждения Триш снимались на протяжении двух дней подряд.

## Сиквел
После выхода фильма режиссёр Кристофер Лэндон обмолвился, что причина попадания Триш во временную петлю раскроется в сиквеле. Съёмки сиквела начались в мае 2018 года, фильм вышел на экраны в феврале 2019 года.
В фильме действуют те же главные герои, но добавляется несколько новых персонажей. Действие начинается утром 19 сентября, когда Триш просыпается в комнате Картера и убеждается, что временной цикл прерван. Но тут в комнату вламывается Райан, который на протяжении первого фильма входил утром с вопросом, удалось ли Картеру переспать с Триш; он заявляет, что второй раз проживает этот день после того, как был убит незнакомцем в маске младенца.

## Критика
На веб-сайте Rotten Tomatoes фильм имеет рейтинг 71 % на основе 135 отзывов со средним баллом 6 из 10.
Джейми Ист из The Sun назвал его «слэшером в стиле „Дрянных девчонок“ Марка Уотерса». Обозреватель «Российской газеты» Алексей Литовченко отметил режиссуру Лэндона: «Благодаря умелой его работе философская притча о временной петле и моральном преображении слилась с типовой лентой о мёртвых подростках в экстатическом симбиозе».